# Lord of Illusions
Lord of Illusions är en amerikansk erotiskt laddad skräckfilm från 1995 av den brittiskfödda författaren och mångsysslaren Clive Barker, med Scott Bakula i huvudrollen. Filmens hjälte är Harry D'Amour, som är en återkommande figur i Barkers verk. Han är en karaktär i flertalet noveller samt i Den stora föreställningen och Everville (Second book of the art).